# Heinkel He 111
De Heinkel He 111 is een Duits passagiersvliegtuig en bommenwerper, ontworpen door Siegfried en Walter Günter voor Heinkel Flugzeugwerke in 1934.
Om de eisen van het Verdrag van Versailles te omzeilen, werd de He 111 officieel ontwikkeld als passagierstoestel voor Lufthansa, maar vooral als bommenwerper voor de Duitse Luftwaffe. Daarom werd het ook wel 'geheime bommenwerper' of 'wolf in schaapsvacht' genoemd. Het prototype vloog voor het eerst op 24 februari 1935. Na verdere ontwikkeling werd het vliegtuig voor het eerst tijdens de Spaanse Burgeroorlog met het Legion Condor ingezet. Het was de ruggengraat van de Duitse bommenwerpervloot die uiteindelijk met latere modellen aan alle fronten in de Tweede Wereldoorlog dienst deed. 
Op 1 september 1939 startte Fall Weiss en daarmee viel Duitsland als eerste Polen binnen, om het Duits-Sovjet Molotov-Ribbentroppact uit te voeren. Hierbij werden de eerdere versies, die uitvoerig getest waren tijdens hun inzet bij het Legion Condor, ingezet naast nieuwere He 111P varianten met de nieuwe gestroomlijnde glazen neus. Ook tijdens de Blitzkrieg, die met Fall Gelb op 10 mei begon, werden de 111P's en ook de eerste 111H-varianten veelvuldig ingezet, onder meer bij het bombardement op Rotterdam.
Tijdens de Slag om Engeland bleek door het ontbreken van voldoende defensieve bewapening tijdens dagbombardementen de kwetsbaarheid van het toestel bij de confrontatie met de Hurricanes en Spitfires van de RAF. In 1940 nam het toestel 's nachts deel aan de bombardementen op Engelse steden waaronder Coventry. In 1941 was de RAF technisch zóver, dat zijn nachtjagers in staat waren om de Heinkel 111 neer te halen. Het enige pluspunt was zijn taaiheid; een aangeschoten toestel was vaak in staat in de lucht te blijven.
Het toestel werd ook ingezet als transportvliegtuig en als sleepvliegtuig voor zweefvliegtuigen. Alhoewel het verouderd was tegen het einde van de Tweede Wereldoorlog, moest het in dienst blijven door ontwikkelingsproblemen met zijn opvolger, de Heinkel He 177. Het was uitgerust met het navigatiesysteem Knickebein.
De Heinkel diende tevens als lanceerplatform voor de V-1 vliegende bom. De meest eigenaardige versie was de Heinkel He 111Z waarbij twee rompen werden verbonden via één vleugel met een vijfde motor in het midden. Dit type werd onder meer gebouwd om de Messerschmitt Me 321 Gigant transportzwever te slepen.
De He 111 zelf bleef tot kort na het einde van de Tweede Wereldoorlog in dienst, de in licentie gebouwde CASA 2.111 diende tot 1965 bij de Spaanse luchtmacht. Verder werd het toestel ook aangekocht door China, Italië, Bulgarije, Hongarije, Roemenië, Slowakije.

## Afbeeldingen

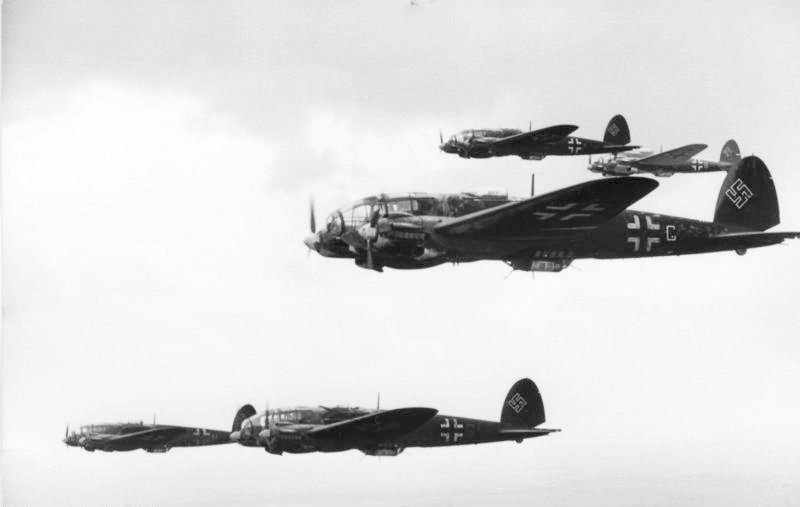
1940
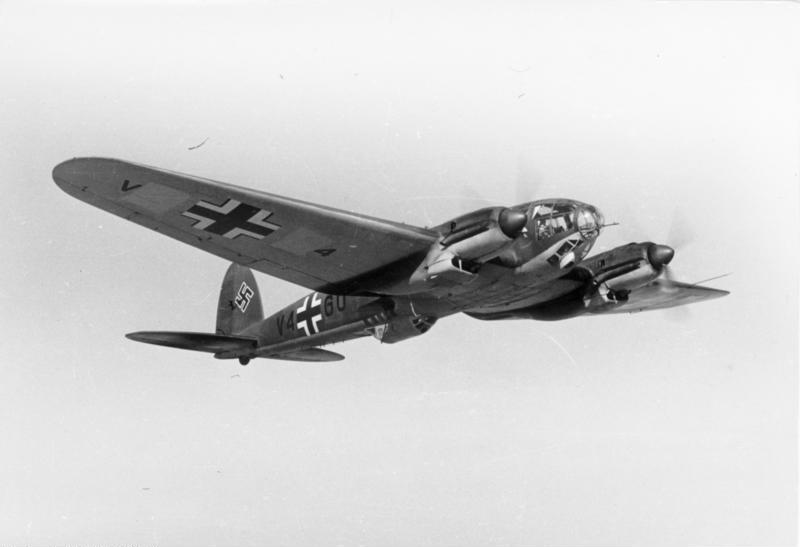
1940
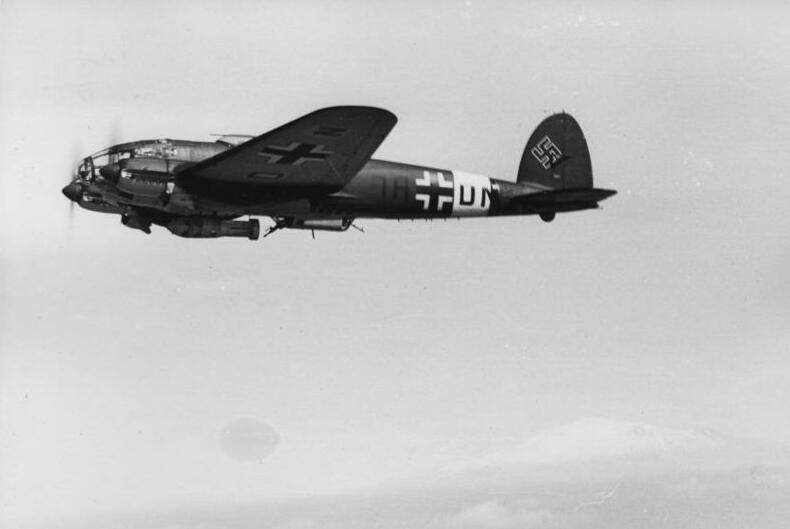
1941